# Rio Barboșica
O Rio Barboşica é um rio da Romênia afluente do Rio Păiş, localizado no distrito de Iaşi.